# Doomams
Pour les articles homonymes, voir Mamadou Baldé (homonymie) et Baldé.
Doomams, de son vrai nom Mamadou Baldé, né le 13 mars 1983 à Dakar au Sénégal, est un rappeur franco-guinéen.
Il est membre du groupe de rappeurs parisiens Sexion d'Assaut.

## Biographie
Mamadou Baldé est né le 13 mars 1983 à Dakar au Sénégal de parents guinéens d'ethnie peul, et a grandi au Mali,. Il mène une enfance paisible à Kati, une ville située près de Bamako. Il rejoint ses parents, qui ont quitté leur pays, la Guinée, dans la banlieue parisienne en France en 1989. « Je ne voulais pas aller en France », explique-t-il. Ses parents habitent à cette période Chennevières-sur-Marne, dans le Val-de-Marne.
En 2002, il entre dans les fondations du groupe Sexion d'Assaut.
Le 10 novembre 2010, Doomams est jugé pour agression physique envers sa compagne. Selon Le Parisien, les faits remontent au 12 septembre dernier et cite un proche de l’affaire qui affirme à propos de la petite amie du rappeur : « Elle a été trouvée en état de choc par les policiers. Elle a expliqué avoir été frappée, à plusieurs reprises, par son compagnon. » Il aurait également « insulté une fonctionnaire, au cours de son transport vers le commissariat du XVIIIe arrondissement. Son amie n'a finalement pas souhaité déposer plainte mais le parquet de Paris a quand même décidé de le poursuivre. »
Le 15 mai 2013, lors du Planète Rap qui lui est consacré sur Skyrock, Maitre Gims révèle que Doomams et JR O Chrome sont en train de travailler sur un album commun.
En 2015, cet album, intitulé Vendetta et prévu courant 2016. La même année, le 26 août, Maitre Gims dévoile, toujours sur Planète Rap une nouvelle chanson extraite de son album MCAR', intitulée Uzi en featuring avec Jr O Crom et Doomams. À la fin de 2015, Vendetta est annoncé pour le 4 mars 2016.

## Discographie

### Album studio
- 2016 : Vendetta (avec JR O Crom)

### Singles
- 2014 : V12 (feat. JR O Crom)
- 2015 : Tah les oufs (feat. JR O Crom)
- 2015 : Chambre froide partie 1 (avec JR O Crom)
- 2016 : Chambre froide partie 2 (Pégase) (avec JR O Crom)
- 2016 : Chambre froide partie 3 (Génétique) (avec JR O Crom / feat Barack Adama)
- 2015 : Thug (avec JR O Crom / feat. Dry)
- 2017 : Bonus
- 2018 : Carte Bleue
- 2019 : Déshumanisé
- 2019 : Effroyable
- 2019 : Scoop
- 2020 : Tupac Shakur
- 2021 : Bendo

### Albums collaboratifs
- 2006 : La Terre du milieu (avec Sexion d'Assaut)
- 2008 : Le Renouveau (avec Sexion d'Assaut)
- 2009 : Les chroniques du 75 Vol. 1 (avec Sexion d'Assaut)
- 2009 : L'Écrasement de tête (avec Sexion d'Assaut)
- 2010 : L'École des points vitaux (avec Sexion d'Assaut)
- 2011 : Les Chroniques du 75 - Vol. 2 (avec Sexion d'Assaut)
- 2012 : L'Apogée (avec Sexion d'Assaut)
- TBA : Le Retour des Rois[7] (avec Sexion d'Assaut)

## Apparitions
- 2006 : Lefa & JR O Crom feat. Doomams - Freestyle (sur la mixtape La Terre du Milieu du 3e Prototype)
- 2008 : 3e Prototype feat. Doomams - Fils de lâche (sur le street album Le Renouveau du 3e Prototype)
- 2008 : 3e Prototype feat. Doomams - P'tit son d'été
- 2010 : Rmak feat. Doomams - Sheytan (sur l'album La Diskette de Rmak)
- 2010 : Rmak feat. Doomams, Black Mesrimes & Maître GIMS - Fin de mois (sur l'album La Diskette de Rmak)
- 2014 : Black M feat. The Shin Sekaï & Doomams - Je ne dirai rien (sur l'album Les Yeux plus gros que le monde de Black M)
- 2015 : Maitre Gims feat. JR O Crom & Doomams - Uzi (sur la pilule rouge de l'album Mon cœur avait raison de Maitre Gims)